# Sarcotoechia
Sarcotoechia es un género con 10 especies de plantas de flores perteneciente a la familia Sapindaceae. 

## Especies seleccionadas
- Sarcotoechia angulata
- Sarcotoechia apetala
- Sarcotoechia bilocularis
- Sarcotoechia cuneata
- Sarcotoechia heterophylla
- Sarcotoechia lanceolata
- Sarcotoechia planitiei
- Sarcotoechia protracta
- Sarcotoechia serrata
- Sarcotoechia villosa